# Farshad Nasrollahi
Farshad Nasrollahi (* 5. Juni 1977 in Schahr-e Kord, Iran) ist ein Architekt. 
Er schloss im Jahr 2002 sein Master-Studium in Architektur an der staatlichen Universität Yazd ab. In den Jahren 2004 bis 2009 promovierte er an der TU Berlin zum Thema „Klima- und energiegerechter Wohnungsbau im kontinentalen Klima“. Farshad Nasrollahi arbeitete von 2008 bis 2013 als wissenschaftlicher Mitarbeiter im Fachgebiet „Gebäudetechnik und Entwerfen“ der TU Berlin in dem vom Bundesministerium für Bildung und Forschung geförderten Forschungsprojekt, „Young Cities“.
Seine beruflichen Erfahrungen umfassen dabei die Lehre an der TU Berlin (MA Architektur), TU Berlin - Campus El Gouna (MSc. Energy Engineering und MSc. Urban Development), Isfahan Art University (BA und MA Architektur, PhD Architektur und PhD Städtebau), sowie an der Ilam-University (MSc. Architecture and Energy).
Nasrollahi arbeitete bei internationalen Architektur- und Realisierungswettbewerben als Energiesachverständiger. Seit August 2013 arbeitet er als Lehr- und Forschungsassistent im Fachgebiet „Versorgungsplanung und Versorgungstechnik“ (VPT) am Institut für Architektur und Städtebau der UdK Berlin. Zwischen April und September 2014 (SS 2014) vertrat er als Gastprofessor das Fachgebiet VPT.

## Ehrungen
Er wurde für seine Aktivitäten im Bereich „energieeffiziente Architektur“ mehrfach mit Preisen ausgezeichnet:
- 2015: Tehran International Award (Tehran Urban Planning & Research Center)
- 2011: Best Energy Researcher of the Year 2011 (Iranisches Ölministerium)
- 2011: Best PhD Dissertation Award in the field of Energy Conservation (National Energy Committee of Iran / Iranian Ministry of Petroleum/Ministry of Energy)
- 2009: Preis des DAAD (DAAD/TU Berlin)
- 2002: Highest Rank for the MA Thesis (Faculty of Fine Arts of Tehran University / Iranian Art Academy).

## Publikationen
- Green Office Buildings. Low energy demand through architectural energy efficiency. Universitätsverlag der Technischen Universität, Berlin 2013, ISBN 978-3-7983-2578-4.
- Intelligent Design using Solar-Climatic Vision. Universitätsverlag der Technischen Universität, Berlin 2014, ISBN 978-3-7983-2578-4.
- Energy Efficient Housing for Iran. Universitätsverlag der Technischen Universität, Berlin 2013, ISBN 978-3-7983-2451-0.
- Climate and energy responsive housing in continental climates: the suitability of passive houses for Iran's dry and cold climate.  Universitätsverlag der Technischen Universität, Berlin 2009, ISBN 978-3-7983-2144-1 (Dissertation).
- Architectural energy Efficiency. Universitätsverlag der Technischen Universität, Berlin 2013, ISBN 978-3-7983-2552-4.
- Relationship between U-Values, Energy Demand and Life Cycle Costs in Office Buildings. Universitätsverlag der Technischen Universität, Berlin 2013, ISBN 978-3-7983-2581-4.
- SOLARCHVISION Studies on Young Cities Project. Universitätsverlag der Technischen Universität, Berlin 2013, ISBN 978-3-7983-2550-0.

| Personendaten    | Personendaten        |
| ---------------- | -------------------- |
| NAME             | Nasrollahi, Farshad  |
| KURZBESCHREIBUNG | iranischer Architekt |
| GEBURTSDATUM     | 5. Juni 1977         |
| GEBURTSORT       | Schahr-e Kord, Iran  |